# Emathis
Emathis là một chi nhện trong họ Salticidae.